# Novinky.cz
Novinky.cz est un site d'information tchèque créé en 1998. En 2008, c'était le site d'information le plus visité du pays, avec le serveur iDnes. En 2010 et 2011, c'était le serveur d'information le plus visité en République tchèque. Novinky.cz est un magazine d'actualités en ligne du quotidien tchèque Právo et une section du portail Internet Seznam.cz,.